# Piva (Tanz)
Die Piva gehört zu den fünf Tanzarten, die in den ersten professionellen Tanz-Choreographien Europas, die auf Domenico da Piacenza und Giovanni Ambrosio zurückgehen (15. Jahrhundert), auftreten. Der Name ist mit der italienischen Bezeichnung des Dudelsacks identisch.
Unter den damaligen fünf Tanzarten hat die Piva das schnellste Tempo nach dem Saltarello, dem sie als Lautenstück bei Joan Ambrosio Dalza 1508 als zweiter schneller (von Dalza auch als Spingardo bezeichneter) Tanz nach der langsamen Padoana bzw. Pavana dem Saltarello folgte und mit diesen beiden Tänzen eine frühbelegte Vorform der Suite darstellt. Sowohl Piva als auch Saltarello stehen im 6/8 Takt, die Piva ist tendenziell aber einfacher rhythmisiert, nämlich in die schlichte Abfolge von Viertel- und Achtelnoten (nie umgekehrt!). 
Eine Piva als Tanzform ist uns vor der italienischen Tanzmeisterzeit nicht überliefert, als rhythmisches Modell jedoch bereits seit etwa 1300. Die Namensgebung legt die Vermutung nahe, dass dieser der frühen Instrumentalmusik entstammt.
Das wäre relativ bedeutsam, weil dieser ansonsten nirgends überliefert ist.